# 프랑스 제3공화국
프랑스 제3공화국(프랑스어: Troisième République française 트러쥐엠 리퓌블리크 프랑세즈[*])은 1870년부터 1940년까지 약 70년간 프랑스에서 존속한 가장 안정적이었던 공화정 체제이다. 또한 1789년 이후 프랑스의 체제 가운데서 처음으로 안정적으로 돌아가던 체제이기도 하다.
대혁명 이후로 프랑스는 80년간 세 차례의 입헌 군주정, 짧은 두 번의 공화정(각기 12년과 4년씩)과 두 번의 제정, 총 일곱 개의 정치 체제를 겪었다. 이러한 혼란은 1870년부터 1879년까지 왕정 철폐와 제3공화국 헌법 제정을 위해 생긴 9년간의 국회의 우유부단을 보여 준다. 헌법 제정의 타협으로, 1875년 헌법은 양원제 의회를 확립했고, 공화파들은 프랑스 제2공화국의 선출된 대통령 나폴레옹 3세의 1851년 쿠데타를 떠올리며 국가 수장의 대의적 역할에 동의한다.
제3공화국은 필립 노드가 말한 것처럼 "공화주의자들의 시대", 말하자면 교육과 정교분리, 동맹파업과 노조결성의 자유를 명시한 위대한 법들이 설명하는, 강력한 민주주의로 대표되는 시대에 설립되었다. 이 시대는 프랑스인의 삶이 '혁명이 없는 때에 살고 있는듯 정치에 열광적이던' 시대이기도 하다. 이것은 뱅상 뒤클레르가 "정치국가로서 프랑스 정신의 탄생"이라고 정의한 것이다. 대중들이 원하던 잇따른 사회개혁들, 특히 피고용인을 위한 법률의 제정이 이 시대의 특징이었다.
더욱이 제3공화국은 프랑스 정치사에서 12년밖에 지속되지 않은 제1공화국(1792년-1804년)과 4년만에 소멸된 제2공화국 (1848년-1852년)의 실패를 반면교사 삼아 공화정 체제를 장기간에 걸쳐 자리잡도록 했다. 보불전쟁의 패배로 건국된 제3공화국은 독일과의 대립이라는 맥락속에서 발전했다.
제3공화국에는 65년 동안 93개의 내각이 수립되었지만, 내각 구성원들이 새 내각에서 그대로 남는 방법으로 정책의 연속성이 보장되었다. 새 내각이 출범할때 평균적으로 전 내각 장관의 약 50%는 같은 자리를 지켰고, 25%는 다른 부처로 옮겨갔으며, 나머지만 새 정치인이 입각했다.
1940년 7월 10일, 나치 독일의 프랑스 침공으로 국회는 페텡에게 권력을 위임했다. 다음날인 11일에 페텡은 마침내 "프랑스 국가원수(비시 프랑스)"가 되었고, 제3공화국은 실질적으로 막을 내린다.

## 공화정과 왕정간의 초기 갈등 (1870년-1879년)
프랑스는 1870년에 일어난 보불전쟁에서 패배해 당시 제2제정 황제 나폴레옹 3세를 내쫓고 1871년 아돌프 티에르를 대통령으로 하는 제3공화국을 수립했다. 같은 해에 일어난 코뮌주의자들의 자치적 사회주의 정권(파리 코뮌)을 진압하고 해군의 함정정비에 대한 계획을 세워 해군을 더욱 강하게 만들었다.

### 보불전쟁 종결과 그 여파

#### 국민방위정부

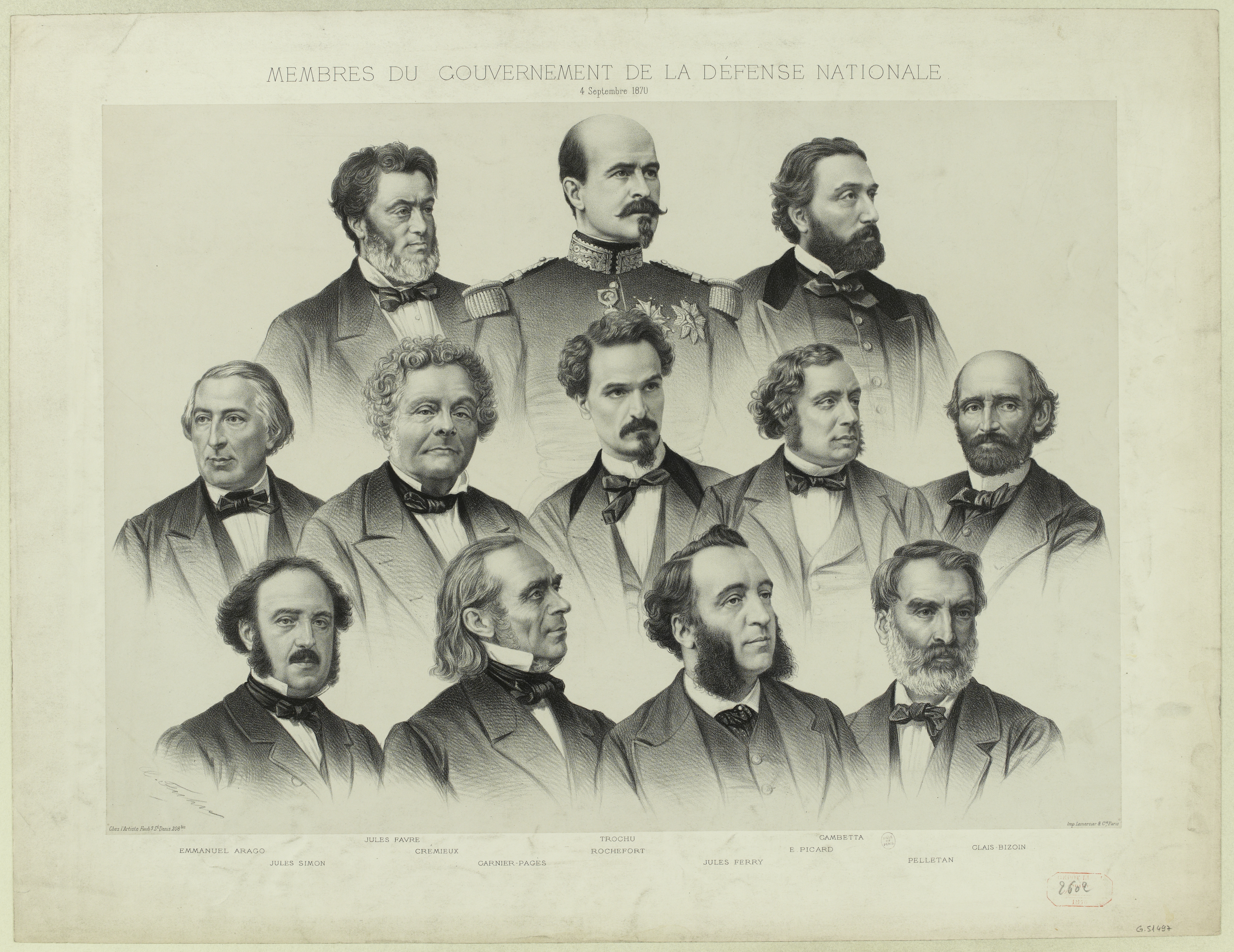
국민방위정부. 위부터 아래로, 왼쪽부터 오른쪽으로 쥘 파브르, 트로쉬 장군, 레옹 강베타, 엠마뉘엘 아라고, 아돌프 크레미외, 앙리 로슈포르, 에르네스트 피카르, 알렉상드르 글레비주앙, 쥘 시몽, 루이장투안 가르니에파제스, 쥘 페리, 외젠 펠탕.

보불전쟁 당시 군사작전들은 연이어 실패하고 심지어 1870년 9월 2일 스당에서 나폴레옹 3세가 포로가 되기에까지 이르렀다. 충격적인 소식을 접한 파리에서는 시민들이 부르봉궁을 침탈하는등 폭동이 발생하였다. 9월 4일 레옹 강베타에 의해 파리시청에서 제정을 폐지하고 독일군에 대항한 전쟁을 이어가기 위해 국민방위정부를 구성한후 공화정이 선포되었다.

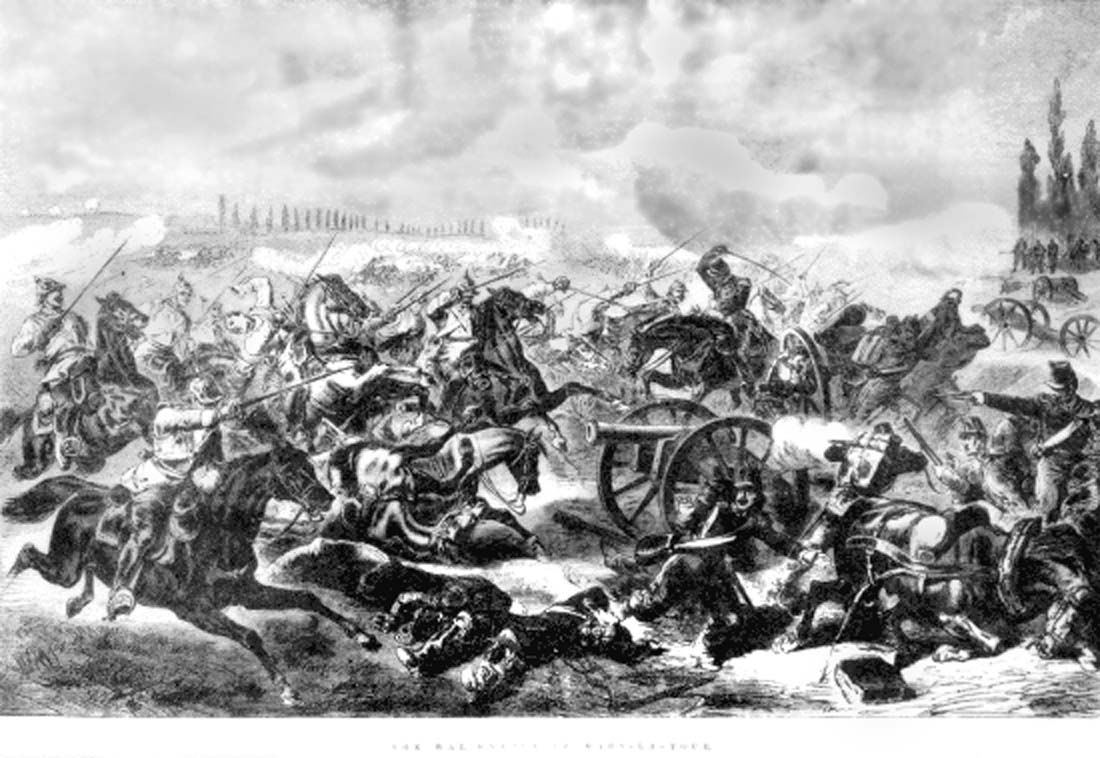
보불전쟁의 마르스라투르 전투

국민방위정부(Gouvernement de la Défense nationale)는 부대집결을 목표로 임명되었던 수도 사령관인 트로쉬 장군을 지도자로 내세우며 조직되었다. 다른 장관급 인사들로는 쥘 파브르(외무장관 겸 부통령), 쥘 페리(정무차관), 레옹 강베타(내무장관), 에르네스트 피카르(재무장관), 앙리 로슈포르, 쥘 시몽(교육부 및 문화예술부 장관), 아돌프 르 플로(국방장관), 마르탱 푸리숑(해군부 및 식민지부 장관), 아돌프 크레미외(법무장관)이 있었으며 이들 대부분은 파리의 공화파 대표였다.
바젠의 군대는 메츠 포위 속에서 계속 저항했다. 파리 역시 9월 18일부터 포위당했다. 1870년 9월 30일에는 시민들의 입대 의지를 돋구고자 첫 대출 유예명령이 공표되었다. 10월 7일에는 강베타가 지방에서 군대를 재조직하기 위해 열기구를 타고 파리를 떠났다.
10월 30일 15만명에 달하는 메츠와 바젠 병력의 서두른 항복은 프랑스에 심각한 위기를 야기했다. 투르의 정부 대표단이 '루와르 부대'의 편성을 하고있던 도중에 항복을 하고 만 것이다. 그리하여 프로이센은 보르도로 후퇴한 정부 대표단을 따르는, 훈련도 안 되어 있고 무장 상태도 나쁜 새 사단에만 집중 할 수 있었다.
1871년 1월 18일 독일 황제 빌헬름 1세는 최종적으로 베르사유궁에서 독일의 통일을 선언했다. 포위된 파리의 겨울은 극도로 비참했다. 1월 23일부터 파리는 폭격과 위협과 기근의 고통을 겪었다. 외무장관 쥘 파브르는 독일과의 협상을 하기 위해 정부인사들과 함께 수도에 머물렀다. 1월 28일, 파리는 항복했다. 포위된 지 132일만이다. 독일은 휴전을 받아들였지만 대표성있는 정부와의 협상을 요구했다.

#### 1871년 2월 8일 선거와 평화

선거 이후의 의회 구성.
공화파 연합 : 38석
중도 공화파 : 112석
자유주의파 : 72석
보나파르트파 : 20석
오를레앙파: 214석
정통왕조파: 182석

1871년 1월 29일 법령은 선거 방식을 정착시켰고, 제2공화국의 공화파 전통을 회복했으며, 제2제정하의 법이었던 단기 2회제 투표와 반대되는 연기명 투표, 지방 투표, 과반수 투표방식의 1849년 3월 14일 제정되었던 선거법을 시행했다. 선거는 특수한 환경에서 진행되었는데 40개 도, 40만 명의 프랑스인 죄수, 그리고 파리를 제외한 시골은 선거에 준비되지 않았다. 거기다 투표는 시골 보수지역 유권자들을 기권시키려는 목적으로 도의 중심지에서만 전개되었다.
법률 제정이 아닌, 전쟁이냐 평화냐가 선거의 주요 쟁점이었다. 이러한 점에서 공화파들은 최후까지 적국 프로이센과의 전쟁을 지속하길 원하는 레옹 강베타를 비롯한 급진파, 평화를 원하던 온건파로 분열되었다. 왕당파부터 부르주아 자유주의자까지 다양한 자들로 구성된 보수파는 평화 추구를 목표로 단결했다. 1871년 2월 8일, 왕당파들이 새 국회의 다수를 차지했는데, 675명의 의석은 400명 정도의 왕당파 (182명의 정통왕조파와 214명의 오를레앙파로 구성), 250명의 공화파, 펠릭스 피야와 브누아 말롱 같은 소수의 사회주의자들, 코르시카와 샤랑트에서 뽑힌 몇 명의 보나파르트파로 구성되었다.
침략받은 동부 지방은 중부 지방과 파리와 마찬가지로 공화파와 찬전주의가 주를 이뤘다. 전쟁에 지친 프랑스인들은 투표에서 왕당파 지지를 보인 걸 제외하고는 평화 지지를 위해 투표하려 했다. 실제로 앙드레 앙크르베는 '왕당파의 대다수는, 어떤 면에 있어서, 1851년의 루이-나폴레옹과 같은 실수를 다시 저지르려고 한다, 즉 그들은 여론의 과도한 추세와 더불어 (보불전쟁같은) 시국에 나라를 혼란스럽게 하려고 하고 있다. 국회의원들은 그들이 평화를 약속했기 때문에 선출되었다. 그러나 왕당파에 대한 그들의 주된 의견은 프랑스 대중의 의견과 합일하지 않는다' 고 저술했다.
1871년 2월 16일, 대혁명 후부터 혁명 바깥에 끊임없이 존재했던 왕당파의 지지를 받은 온건 공화파인 쥘 그레비는 국민 의회 의장으로 선출되었다. 전쟁에 대한 그레비의 적대감과 질서수호의 의지는 그를 대다수의 이상적인 후보로 만들었다. 1871년 2월 17일, 루이 필리프 1세 시절의 내무장관이었던 아돌프 티에르는 거의 만장일치로 프랑스 공화국 행정수반으로 임명되었다. 티에르는 '그가 선택한 장관들의 도움을 바탕으로 국회 권력하의 그의 직권을 행사하는, 국가적 위기에 필요한 지도자'였다. 2월 19일 그는 중도 우파와 법무장관(Portefeuille de la Justice) 쥘 뒤포르가 수장인 온건 좌파 장관들로 구성된 정부를 조직했다. 2월 19일 자신의 계획하에 티에르는 '평화를 추구하고, 재조직하며, 신용을 높이고, 일자리를 소생시켜야 한다' 고 국회에 역설한다. 1871년 3월 10일 보르도의 약속으로 티에르와 국회는 행정수반은 헌법 개정을 국회에 미리 알리지 않고서는 진행하지 않는 대신 국민 필수품 제공과 독일과의 협상이라는 암묵의 거래를 했다.

#### 파리코뮌 (1871년 3월 18일~5월 28일)

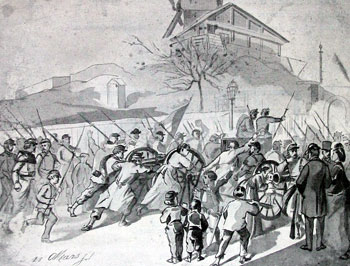
티에르가 결의한 몽마르트르 대포 철거는 코뮌 폭동의 시발점이었다.

행정수반 티에르와 왕당파가 이끄는 기형적인 공화정 지도부를 파리 시민들은 반기지 않았다. 왕당파가 장악한 의회는 독일에게 일방적으로 유리한 조건의 강화조약을 맺으며 자신들의 기득권을 지키려했기 때문이다. 2월 26일부터, 티에르의 임시정부는 독일과 종전조약 체결에 대해 협의를 시작하였다. 독일측이 제시한 주요 조건은 알자스-로렌의 할양, 50억 프랑의 전쟁 배상금, 독일군의 파리입성이었다. 이 소식을 접한 시민들은 굴욕적인 조건에 크게 반발하였고 굴욕적인 강화보다 항전을 원했으며 왕당파가 장악한 의회의 왕정복고 시도를 염려 하였다. 3월 3일, 시민들은 국민방위대의 중앙위원회를 구성하여 티에르 정부에 대항하는 모습을 보였다. 보르도에 있던 티에르 정부의 의회는 구체제의 상징인 베르사유에 이동하였고 파리 시민의 의사와 고통을 외면했다.
3월 18일, 행정수반 티에르는 파리시민들의 무장봉기를 막기위해 국민방위대(시민 의용군)가 보유하고 있는 대포 회수를 명하며 국민방위대의 해산을 시도했다. 대포는 시민들의 기부로 사들인것이 대부분이었기에 시민들이 거세게 반발했다. 대포회수를 위해 출동한 정규군과 이를 저지하는 국민방위대간에 마찰이 있었고 항명과 하극상도 발생하여 르콩트와 토마 장군이 사살당하는 일이 벌어졌다. 강한 저항에 놀란 티에르 정부는 즉시 베르사이유로 퇴각한후 군대를 집결시켜 파리 탈환을 준비하였다. 파리시민들은 선거를 통하여 85명의 의원을 선출한후 3월 28일 자치정부인 '파리코뮌'의 출범을 선포했다.
티에르 정부가 이끄는 베르사이유 정부군의 본격적인 파리 총공격은 5월 21일에 시작되었다. 5월 28일까지 이어진 양진영의 무력충돌은 '피의 일주일'이라고 불리울 정도로 처절하고도 처참했으며 매우 잔인했다. 어린아이, 부녀자, 인질들을 양측 모두 보복하듯 참혹하게 학살하였고 전투에 방해되는 건물들은 모조리 불살라 버렸다. 결국 파리 코뮌은 진압되었으나 그 희생은 너무 컸다. 최소 2만여명 이상이 사망했고 4만여 명이 군사재판에 기소되었으며 코뮌에 참여했던 7,500명의 인사들은 추방되었다.
제2제정의 무능으로 보불전쟁 패배라는 결과가 빚어졌음에도 불구하고 2월에 진행된 선거에서는 이에 대한 심판이 제대로 이루어지지 못했다. 독일군의 점령하에 조급하게 치러짐으로써(항복후 10일만에) 애국이 최우선이라는 보수적인 분위기 속에 기득권 수호에 앞장선 보수 왕당파에게 유리하게 진행된것이었다. 민의가 제대로 반영되지 못한 선거였기에 왕당파가 이끄는 공화정이라는 태생부터 기형적인 티에르 정부에 대해 시민반감은 거셌다. 왕당파들은 독일에게 일방적으로 유리한 조약을 체결하며 기득권을 유지하기 위해 왕정복고를 꾀했다. 설상가상으로 시민군의 대포회수는 티에르 정부와 파리코뮌 자치정부로 갈라서게 만드는 기폭제가 되고 말았다. 비록 정부군에 의해 진압되었으나 2개월가량 이어졌던 파리코뮌 자치정부의 활동은 훗날 프랑스 사회주의 운동에 큰 영향을 주었다.

### 제3공화국의 첫날

#### 아돌프 티에르, 국가 위기에 필요한 행정가

##### 티에르의 개혁

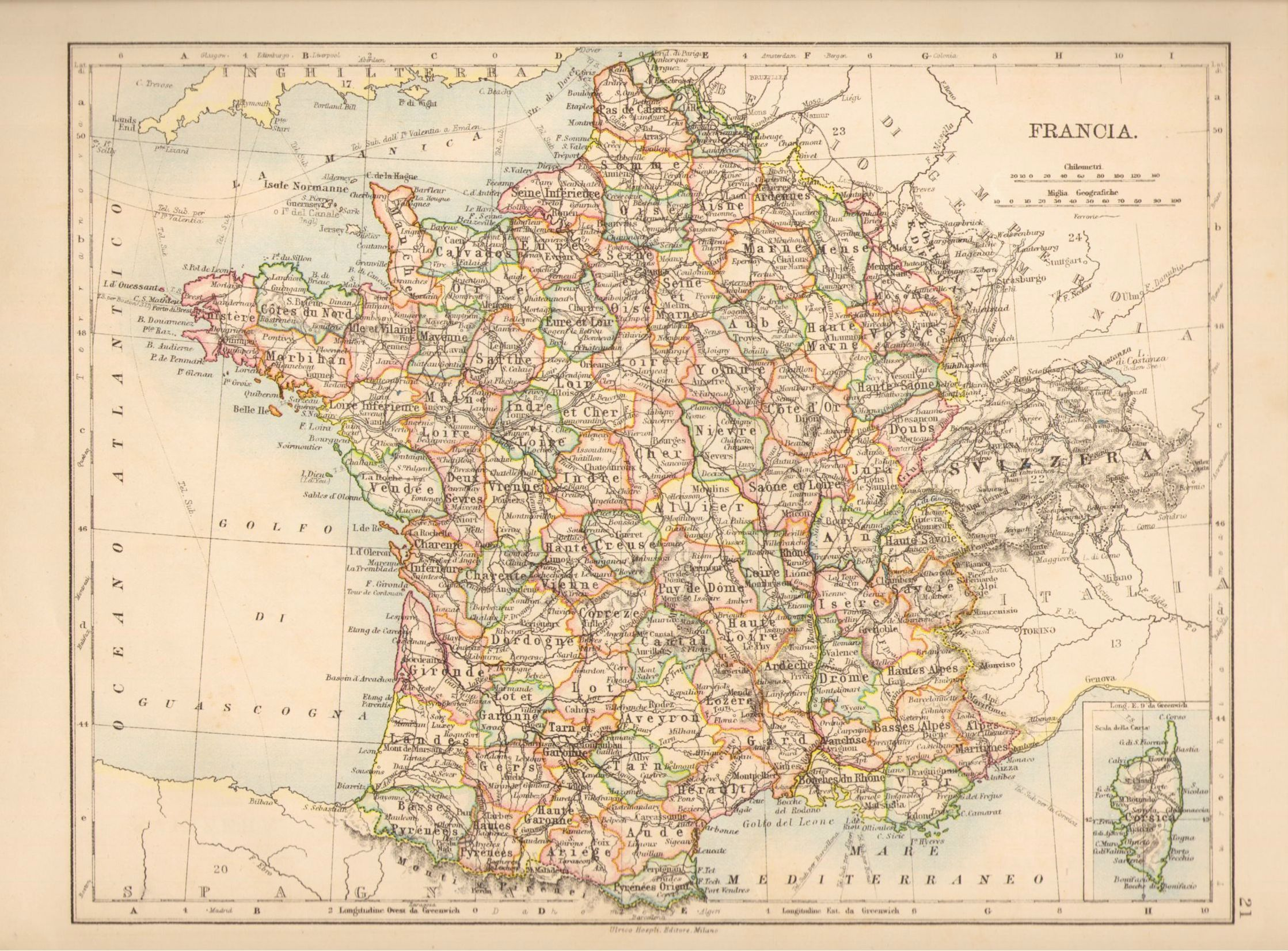
1871년 패배 이후의 프랑스 영토.

행정수반으로서 티에르는 재무, 행정, 군사개혁을 밀어붙였다. 먼저, 독일이 요구한 50억 프랑의 배상금을 지불해야 했는데, 이는 당시 연간 국가예산 두세배 정도의 금액이었다. 대규모의 공채 매입이 티에르에 의해 1871년 6월 21일 법으로 시행되었다. 이로 인해 얼마 지나지 않은 6월 27일에 40억 프랑이 넘는 돈이 모아졌다. 배상금을 지불하여 독일이 영토에서 철수하자, 티에르는 파리의 데파르트망 네 곳이 먼저 해방되어야 한다고 요청했으며, 1873년 9월 마지막 독일군이 철수하자 마지막 금액을 전달했다.
비스마르크에 의해 기획된 1871년 12월 4일 프로이센 통화법은 전쟁 배상금으로서 독일에 금을 배상하게 하고자 프랑스로 하여금 자국 GDP의 25%를 차용하도록 했는데, 이는 프랑스 국채를 두배로 만들었으며 제3공화국 시기 커져가던 증권거래에 참여하는 예금자 집단을 만들었다. 1870년에는 150만명의 프랑스인이 국채를 소지한 반면, 1880년에는 4백만명의 프랑스인이 국채를 소지했다.
한편으로 티에르는 두 중요한 법을 통해 행정구역 개혁에 착수했다.
- 1871년 8월 10일 법

- 1871년 4월 14일 법

##### 제3공화국 초대 대통령

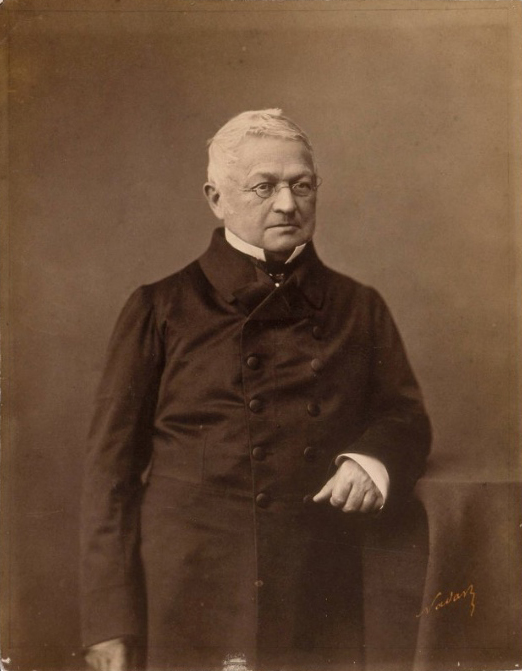
아돌프 티에르 대통령

의회는 아돌프 티에르를 프랑스에서 독일군대를 철수시킬 적임자로 평가했다. 왕당파들은 왕정복고를 기대하면서 그에게 힘을 실어주기 위해 1871년 8월 31일, 리베 법을 통과 시켜 티에르를 제3공화국의 초대 대통령에 임명했다. 의회가 대통령을 언제든지 해임가능했음에도 티에르는 현 시국을 타개할 적임자는 자신밖에 없다는 자신감속에 내각을 이끌었다. 1871년 7월 보궐선거에서 공화파가 대거약진하자 1872년 11월에 보수적인 공화정에 지지를 공개 천명한후 왕당파와 결별하였다. 1873년 5월 왕당파가 제출한 불신임안이 의회에서 통과됨에 따라 대통령에서 사임하였다. 후임 대통령으로는 마크 마옹이 선출되었다.

#### 왕정복고 시도
왕당파는 두 가문으로 분열되었는데, 이 둘은 계승권을 달리 받아들였다. 정통왕조파는 혁명의 원리를 거부하고 왕정으로 회귀하는 것에 찬성했으며, 샹보르 백작, 훗날의 "앙리 5세"라는 인물을 중심으로 뭉쳤다. 오를레앙파는 왕정과 혁명의 조화를 꿈꾼 이들로, 시민왕이 했던 것처럼 삼색기를 받아들였으며 자칭 파리 백작을 지지했다.
의회는 크게 세 부류로 나눠졌는데(정통왕조파, 오를레앙파, 공화파), 정통왕조파는 왕정복고를 위하여 동맹을 필요로 했다. 허나 이 동맹은 이뤄지지 않았다. 더욱이 1871년 7월 5일 선언으로 정통왕조파의 왕위요구자이던 샹보르 백작은 백기가 아닌 삼색기를 인정할 수 없다고 거절했다. 왕정복고를 막게 된 이 거절로 오를레앙파는 정통왕조파로부터 결별하였으며, 7월 7일 80명의 자유주의 정통왕조파 의원들의 선언로 파벌은 분열되었다.

##### 도덕적 질서로의 회귀

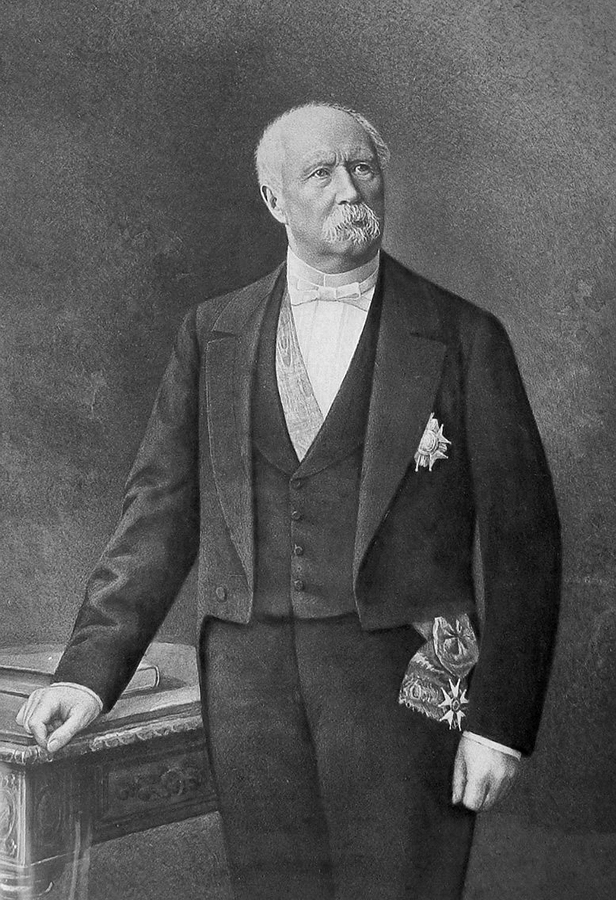
마크 마옹 대통령

정통왕조파에 순종하던 마크 마옹 대통령 시절의 경향은 종교적 가치의 장려를 기반으로 세워진 도덕적 질서라 할 수 있다. 결과적으로 대선 다음날인 1873년 5월 25일, 마크마옹은 의회에 연설을 남겼는데, 이 연설에서 그는 "신의 도움으로, 우리 군대의 헌신... 그리고 정직한 이들의 지지 아래서, 우리는 모국의 도덕적 질서를 재건하는... 작업을 진행할 것"이라며 선언한다. 1873년 7월 24일 법으로 정통왕조파는 코뮌 범죄의 배상격으로 몽마르트르 언덕에다 예수 성심회에 헌정할 대성당을 건설할 것임을 결의했다. 초석은 1875년 놓아졌으며 1914년 건축물이 완성되어, 1919년 축성되었다. 1873년 여름의 순례는 교회가 사회에서 그 힘을 되찾은 것을 보여줬는데, 많은 하원의원들이 이 순례에 참여하였다. 이 같은 공공연히 종교를 표방하는 정치는, 왕정복고 시기 항상 분열되어있던 왕정주의자들을 통합하고자 한 표부를 가진, 맹렬하게 반공화주의적인 정치와 연관을 가졌다. 국가 검열은 공화주의 언론을 타격했으며, 7월 14일의 기념은 금지되었고, 마리안 동상은 좌파가 득세하던 미디의 시청에서 철거되었으며, 시민장은 금지되었다. 한편, 1874년 1월 20일의 중요한 행정개혁법은 국가수반과 도지사에게 모든 코뮌의 시장을 임명할 수 있는 권한을 주었는데, 시골에서는 이를 매우 부정적으로 받아들였다. 장마리 마이외는 이 중요한 개혁이 "시장법"에 반대한 공화주의자들의 지지율을 올렸다고 설명한다. 도덕적 질서에 대한 전제주의적인 측면덕에 1876년 총선에서 공화파가 승리할 수 있었다.

##### 7년간 왕정복고를 기다린 대통령
왕정복고를 누르는 것이 정치적 야망으로 보였던 마크 마옹은 국가수반으로서의 역할만을 맡았으며, 국정업무는 프랑스에서 가장 강력한 귀족 가문 중 하나의 후손이던 브로이 공작 알베르(Broglie, "브루아유" 또는 "브뢰유"로 발음됨)에게 맡겼다. 왕정복고는 1873년 8월 5일 앙리 다르투아와 필리프 도를레앙이 만남을 갖고, 파리 백작이 샹보르 백작을 "프랑스 왕정 기조의 대표자"로 인정하자 금방이라도 닥칠듯 했다.

#### 공화국 체제를 향한 변혁

##### 1875년 헌법
1874년 7월, 보수 공화파이던 오귀스트 카지미르페리에는 훗날의 헌법 작성을 위한 작업을 요구받아 이에 첫 발을 디뎠다. 1875년 1월 30일, "공화국 대통령은 의회에서 모인 상원과 하원 선거권자들이 과반수로 선출한다. 대통령은 7년간 재임하며 연임가능하다."라는 계획의 앙리 왈롱 개혁안이 통과되었다. 이 개정안은 353표 대 352표라는 1표차로 과반수를 넘어 헌법 초안에 들어갔다. 헌법 초안은 대통령직의 비개인성을 세웠다는 점에서 중요하다(그 전까지는, 1873년 11월 20일 법은 마장타 공작 마크 마옹을 특정하여 권력을 위임했다). 이후 총 세 헌법이 통과하여 체제를 세웠다.

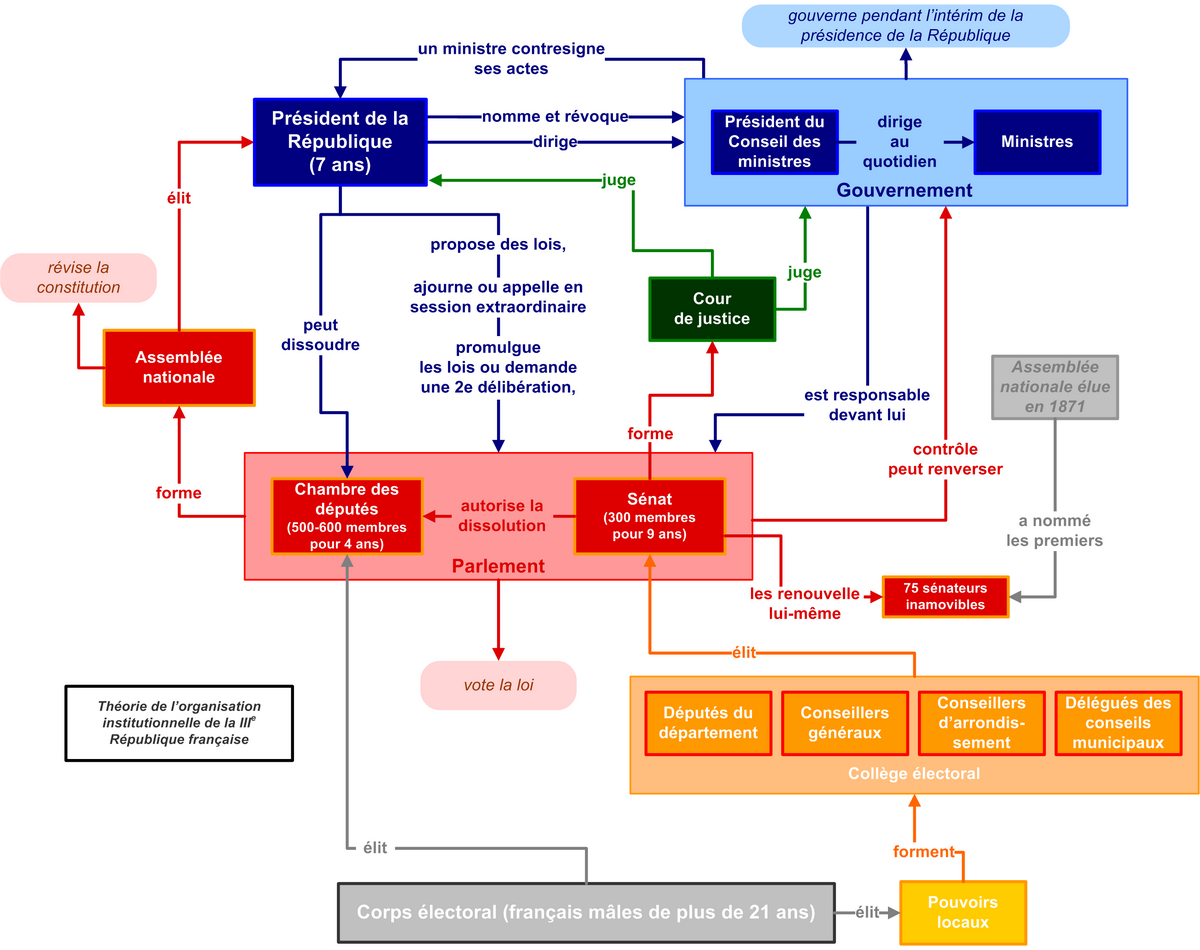
제3 공화국 정치 계통도

- 1875년 2월 24일 법
- 1875년 2월 25일 법
- 1875년 7월 16일 법

##### 1877년 5월 16일 헌정위기와 공화파의 승리
1876년 1월 30일 상원 선거에서 우파는 매우 근소하게 과반수를 넘었다. 이 승리는 151석을 차지한 (중도 우익 오를레앙파 98석, 보나파르트파 40석, 정통왕조파 13석) 우파에 비해 149석을 차지한(중도 좌파 84석, 좌파 50석, 급진파 15석) 공화파에게 있어 약간의 실패였다. 1876년 2월 20일 총선은 정부의 심한 공화파 언론 검열에도 불구하고, 공화파의 명백한 승리로 끝났다(공화파 360석, 보수파 200석, 보수파 중 보나파르트파 80석). 공화파의 주지지층은 놀랍지 않게도 수도, 프랑스 대도시, 북동부, 남동부, 마시프 상트랄 서부였다. 남서부는 보나파르트파가 우세했으며, 나머지 지역은 왕당파가 우세했다.

## 제3공화국의 벨 에포크 (1879년-1914년)

### 기회주의 공화파: 실용주의 추구 (1879년-1898년)
쥘 그레비는 마크 마옹이 사임하자 그 뒤를 이어 1879년 1월 30일 공화국 대통령으로 선출되었다.
1879년 2월 14일, 라 마르세예즈가 국가로 지정되었다. 1795년에 제정된 법에 따라서 지정된 것인데, 국가 제정 법령이 전대 왕정과 제정에 의해서 폐지되지 않았기 때문에 지정 된 것이다.
1879년 6월 21일 국회는 베르사유에서 열리는 공화국 대통령 선거 회의를 제외하고 항상 파리에 상주하게 되었다.
1880년 7월 6일 1790년 연방을 기념하고자 '7월 14일'이 국경일로 지정되었다.
1880년 7월 11일 파리 코뮌 지지자들은 사면되었다.

#### 쥘 페리 내각 (1879년-1885년)

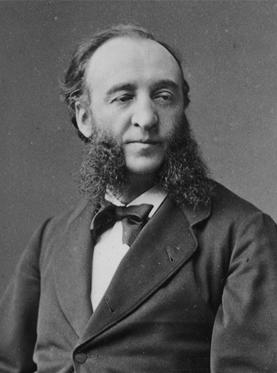
쥘 페리.

1879년 공화파는 정치적으로 온건파이며 복지면에서는 보수적인 중도 좌파와 쥘 페리의 공화파 좌파, 강베타의 공화파 연합과 클레망소같은 급진파로 나눠졌다. 1881년 총선에서는 공화파가 보수파를 상대로 국회 의석 457석 대 88석을 차지하며 압승했다.
쥘 페리는 1879년부터 1885년까지 초기 정부 시절의 교육과 외무를 담당한 거물 정치인이었다. 그는 연이어 학교, 사법과, 헌법 개정에 관한 개혁에 참여했다.

##### 헌법 개정
1875년 개헌을 하는데 있어서 국회 내에서 갈등이 많았는데 같은 공화파 사이에서도 의견이 서로 엇갈렸다. 급진파는 1792년부터 1795년 동안 직접 선거로 국회의원을 선출한 자코뱅의 단원제 의회를 주장했고, 이 주장은 곧 상원의 극심한 반대를 맛보았다.
반면, 자유 공화파들은 하원 견제를 목적으로 상원 의회 유지를 원했다. 공화파 거물 쥘 페리는 상원을 옹호했는데, 상원은 이에 따라 학교 문제와 특히 세속주의에 있어서 쥘 페리 편을 들어주었다.
1884년 8월 14일 통과한 헌법은, 왕당파들을 억제하고자 전 군주가 대통령이 되는 것을 법으로 금지했으며 고로 정부 체제를 공화국에서 다른 체제로 바꾸는 것을 금지했다.

#### 블랑제 사건

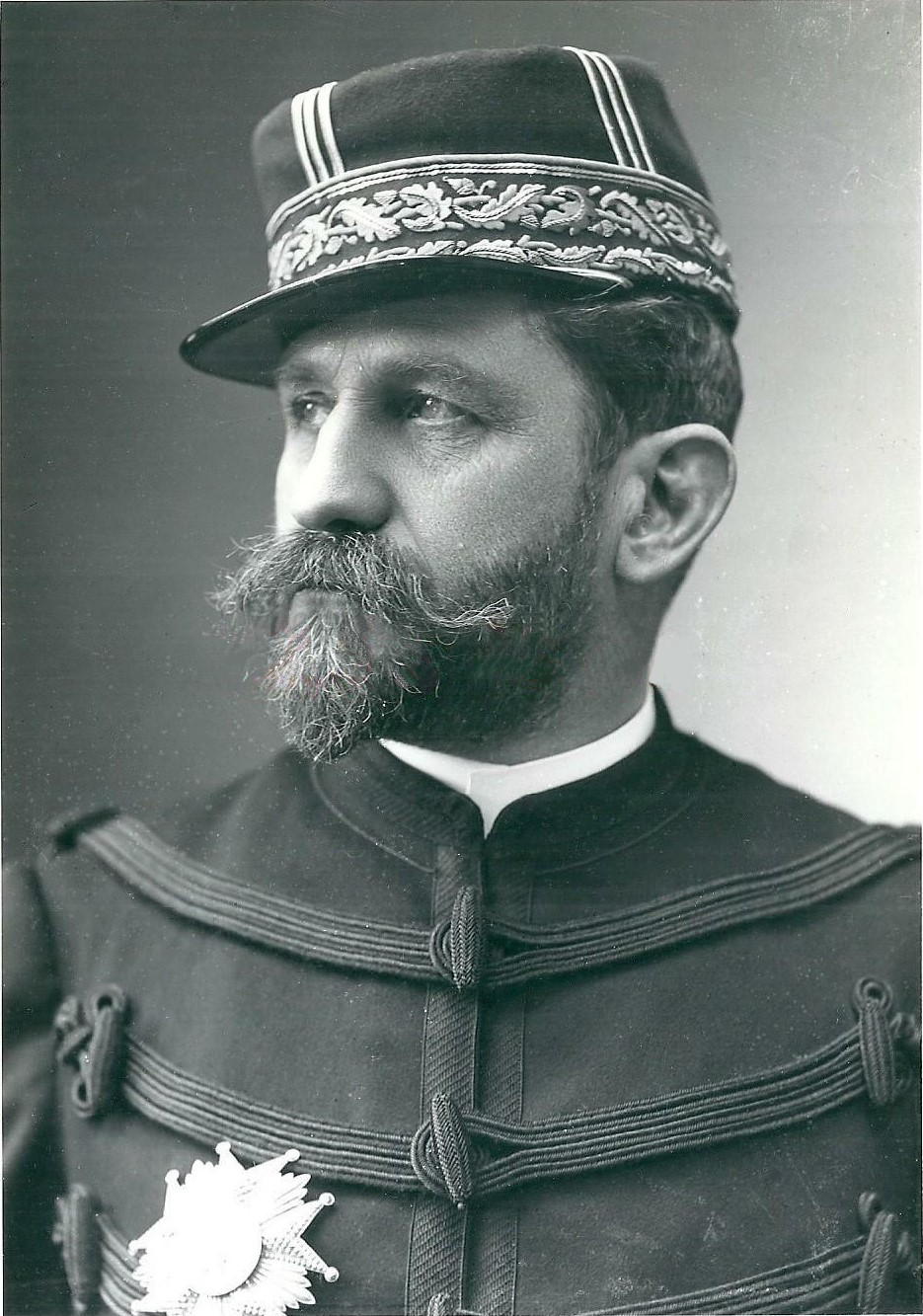
조르주 불랑제 장군. 나다르 촬영.

##### 블랑제의 등장
1886년 49세의 블랑제 장군이 전쟁부 장관(현 국방부장관)이 되었는데, 그는 천재적인 정치적 수완으로 단기간에 폭발적인 대중의 인기를 얻었다. 블랑제는 보수우파였으나 대세가 공화제로 흐르자 야망을 위해 공화파로 전향한 인물이다. 입각직후 그는 과거 왕족이나 귀족 출신 장군추방, 군대 근대화, 병영 생활 환경 개선, 군제 민주화, 농민출신 농번기 휴가 부여등, 군개혁에 성공하였고 열병식을 자주하여 인기관리를 하였다.
1887년 간첩사건이 벌어졌을때(슈네블레 사건) 강경하게 대처하여 비스마르크의 양보를 이끌어내며 '비스마르크를 떨게 한 사나이'라는 평가를 받았다. 보불전쟁으로 자존심이 상한 프랑스인들을 대신하여 통쾌하게 복수를 한 것이다. 새로운 국민 영웅이 등장하자 극우파는 의회 정치를 타도하려는 음모를 꾸몄고 위기를 직감한 공화파는 블랑제를 지방으로 좌천시켰다. 이에 대해 국민적 반발이 거셌는데, 설상가상 이무렵 관직과 훈장을 팔아먹은 독직 사건이 발생하자 블랑제를 지지하는 극우세력은 의회제 폐지와 헌법 개정을 요구했다. 그레비 대통령이 사임하는등 사태를 수습하며 내각은 블랑제 장군의 전역을 결정하였다.

##### 정계 진출
퇴역후 정치세력들이 자신의 주변에 모여들자 블랑제는 보선지역마다 출마하여 당선된후 사퇴하는 방식으로 다시 인기몰이를 하였다. 1889년 1월 파리 한 보선에서 공화당 단일 후보를 물리치고 대승을 거두며 인기가 치솟자 극우파는 쿠데타를 부추겼다. 그러나 블랑제는 거사를 망설였고 그 사이 상황을 심각하게 받아들인 공화파는 신속히 움직여 중복 입후보 제도를 폐지하고 우익 단체의 해산을 명하는 한편, 블랑제파의 지도자들을 기소했다. 신변의 위협을 느낀 블랑제는 벨기에로 망명하였고 1889년 총선에서 그의 지지자들은 40석을 얻는데 그쳤다. 블랑제는 1891년 9월, 자살했다.

##### 사건의 영향
왕정복고가 불가능한 공화정 하에 불안한 국정이 이어지자 안정을 원하는 국민들 앞에 블랑제라는 새로운 영웅이 출현했다. 그가 섭리적 구세주일수도 있다는 기대감속에 군주제의 향수를 자극하였다. 프랑스의 옛 영광을 재현하기 위해서 국민적 거부감이 큰 전제군주보다는 의회제도를 약화시키고 행정권을 강화하는 제도적 보강을 통하여 대안을 모색하려는 극우 왕당파들이 국민적 인기를 등에 업고 반동적인 흐름을 보인 이 사건은 최종적으로 실패로 귀결되었다. 체제의 미래를 위협할 정도로 프랑스 제3공화국을 결정적 위기에 빠트린 이 사건을 통해 공화파는 제도를 보강하는 계기로 삼았다.

### 급진 공화파: 과감한 진보로의 변혁 (1898년-1914년)

#### 파나마 운하 스캔들
파나마 운하 건설사업과 관련하여 뇌물을 받은 정치인들로 인해 제3공화국이 위기에 봉착했다. 수에즈 운하(1859~69) 건설에 성공한 레셉스가 민간회사를 설립하여 1881년부터 파나마 운하 건설을 시작했다. 그러나 말라리아와 황열병등 예상치 못했던 문제와 자금 고갈등으로 1889년 파산하고 운하 건설은 중단되었다. 파산전 모집한 복권부 사채를 입법화 할 때 유대인 금융자본가를 통하여 정부의 각료들과 국회 의원들이 매수되었다는 사실이 1892년 가을에 반유대계 신문 <자유 언론>에 의해 폭로되어 파문이 확산되었다. 여론이 악화되자 루베는 11월에 국무회의 의장에서 사임하였고 다음해 1월에 내무부 장관직에서도 물러났다. 또한 클레망소등 공화파 의원들이 대거 퇴진하였다. 이 사건으로 인해 제 3공화국은 보수화되었고 유대인에 대한 국민정서는 더욱 악화되었다.

#### 드레퓌스 사건 (1894년–1906년)

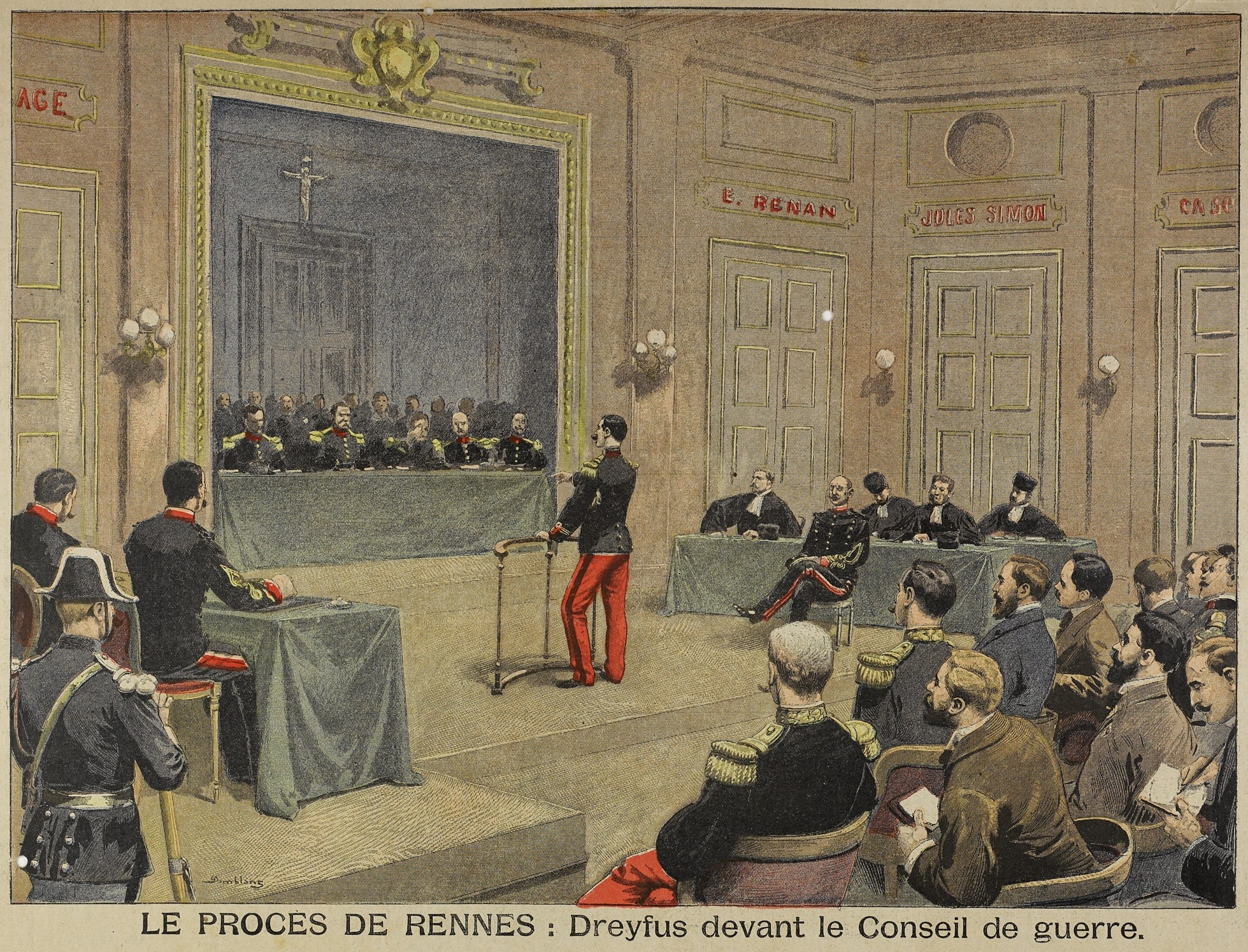
렌에서 열린 드레퓌스의 재심(1899년 9월 19일)

1894년, 간첩누명을 씌고 종신형을 선고받은 드레퓌스 대위가 이듬해 프랑스령 기아나에 있는 악마섬(Île du Diable)으로 유배되었다. 증거, 범행동기, 범행시기와 방법등이 분명치 않았음에도 유죄가 선고되었다. 보불전쟁(1870-71)에서 처참하게 패배한후 강박에 가까운 애국주의와 반유대주의라는 시류에 편승한 무리한 단죄였다. 가족과 유명인사들이 드레퓌스의 무고를 입증하려 했으나 체포되었던 진범이 무죄석방되며 헛수고가 되고 말았다. 그러나 이 사실에 분노한 에밀 졸라는 무고한 이에게 죄를 뒤집어 씌우고, 군부의 명예를 위해서 사건을 은폐, 조작하며 인정하려 하지 않는다며 “나는 고발한다”라는 글을 1898년 1월, 조르주 클레망소가 운영하던 잡지 <로로르(L’Aurore)>에 실었다.
이 글로 인해 큰 파장이 일어났는데 프랑스 사회가 재심파와 재심반대파로 분열하여 극렬히 갈등하여 투쟁하였다. 재심파 또는 “친드레퓌스파(dreyfusard)”는 정의라는 이름으로 진실은 밝히고자 했다. 이러한 상황 속에서 창설된 인권연맹(Ligue des droits de l'homme)에는 많은 이들이 모여들었다. “반드레퓌스파(antidreyfusard)”는 국시, 군대의 명예, 국익을 위해서라면 판결이 번복될 수 없음을 주장했다.
몇몇은 프랑스 조국연맹(Ligue de la patrie française)이나 애국자연맹(Ligue des patriotes)에 들어갔다. 증거조작의 주범 앙리 중령이 자살하고 진범 에스테라지 소령이 도주한후 재심을 반대했던 펠리스 포르 대통령이 사망하자 재심파가 힘을 얻게 되었다. 1899년 2월, 수세에 몰린 재심반대파가 상황을 역전시키고 정국의 주도권을 잡기 위해 쿠데타를 시도했으나 실패했다. 1899년 9월, 재심에서 드레퓌스는 10년을 선고받은 후 에밀 루베 대통령의 특별사면으로 석방되었다. (1906년에 진행된 2차 재심에서 드레퓌스는 무죄를 선고받고 복권된후 군에 복직 하였다.)

#### 정교분리 (라이시테)

1902년 총선 이후의 하원 구성.

드레퓌스를 특별사면 시키는데 성공하며 일단락된 드레퓌스 사건은 사회적 정의구현과 진실규명에 앞장섰던 진보좌파(공화파)가 1898년 총선을 통해 군대와 교회의 주지지층인 왕당파(반 공화파)들에 맞서 새로운 국면을 열 수 있도록 만들어 주었다. 군부는 비뚤어진 애국주의와 군국주의를 내세워 증거를 적극적으로 조작하여 간첩사건을 조작했고, 사건을 은폐하였으며, 가톨릭 교회는 진실을 외면하면서 인종차별과 혐오인 반유대주의를 부추기고 공화정을 반대하며 반드레퓌스파를 지지했었기 때문이다. 집권에 성공한 진보좌파 세력은 동일한 사건의 재발을 막기위해 정교분리(라이시테)를 과감하게 추진하였다.
중도 공화파 쥘 멜린에 이어 국무회의 의장(총리)이 된 진보주의자 피에르 발데크루소는 1899년 6월, 공화파를 수호하는 내각을 수립하였다. 그는 사회주의자이던 알렉상드르 밀랑을 노동부 장관으로 임명하며 사회주의 세력과 공화파의 결집을 이끌어 냈다. 발테크루소 내각은 군 위계질서를 척결했으며, 성모승천 수도회를 폐쇄하고(1900년 3월), 종교단체 결사를 행정 권한에 종속시키고 (1901년 조합법)을 통과시키고, 군대를 동원하여 미인가 종교단체를 추방하고 3,000개의 가톨릭 학교를 폐쇄하였다.

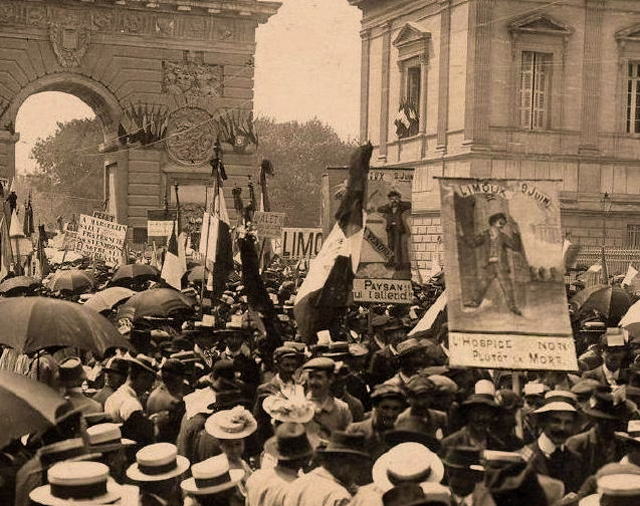
1907년 몽펠리에에서 열린 포도 재배인들의 시위.

1900년대 초반 동안 선거를 노린 여러 정당들이 창당되었다. 악시옹 프랑세즈는 1899년, 급진당과 민주공화연합은 1901년, 대중자유행동은 1902년, 사회당은 1905년 조직되었다. 밀랑과 정부 사이에는 사회주의자들에 관한 문제가 제기되었다. 사회주의자는 부르주아 정부에 참여할 수 있는가? 조레스처럼 독자노선을 택한 이들은 이에 찬성했으나, 게드주의자들은 이에 반대했다.
1902년 선거는 좌파의 단일화 속에서 조레스의 사회주의자들이 연합한 급진-사회주의자당의 승리로 끝났다. 1905년 12월 9일, 모리스 루비에 내각은 정교분리(라이시테)법을 의결했다. 이로 인해 1801년 체결된 종교협약은 폐기 되어 카톨릭의 특권은 사라졌고 국교의 존재를 인정하지 않으며 타 종교와의 차별은 철폐되었다. 국가는 더 이상 주교를 서임하지 않으며, 사제에게 보수를 지급하지도 않게 되었다. 이에 대해 교황 비오 10세가 격렬히 비난하였고 양국의 관계는 악화되었다.
조르주 클레망소 내각(1906년 10월~1909년 6월) 하에 종교부 장관 아리스티드 브리앙은 정교분리(실질적으로는 가톨릭 교회와 국가간의 분리)를 실행에 옮긴 한편, 이 시기 재무장관 조제프 카이요는 소득세 도입을 발의했으나 이는 1914년에야 상원에서 통과하게 된다.

#### 포도 지배인 시위
1907년 4월부터 6월 사이, 랑그도크와 루시용의 포도 재배인들은 와인 사기를 고소하며 대규모의 시위를 펼쳤는데, 가장 중요하다고 할 수 있을 시위는 몽펠리에에서 열렸다. 클레망소는 주저없이 군대를 보냈다. 주모자들이 체포되자 동요가 일어났고, 군 부대는 나르본에서 군중을 쐈다. 한편 제17 보병연대 군인 약 500명은 반란을 일으켜 베지에 거주민들로부터 열띤 환영을 받았다. 클레망소는 군대를 동원하는 것이 아닌 다른 방식으로 반격했다. 6월 23일, 와인에 설탕을 과다 첨가하는 것을 금하는 법이 통과되었다.

#### 테오필 델카세의 외교 (1898년-1905년): 고립된 독일
테오필 델카세는 7년간 외무장관에 재임하였다. 델카세는 러시아와의 동맹을 강화하는데 힘쓰면서 이탈리아, 영국과 지속적인 정치 관계 회복을 추구해나갔다. 영국과는 1904년 아프리카, 아메리카, 아시아를 두 세력으로 분할하는 여러 논의들에 관한 협정들을 채결했는데, 이를 두고 영불협상(Entente cordiale ; 진심어린 합의)이라 부른다.
독일 황제 빌헬름 2세는 끝내 델카세를 추방하는데 성공했으나 (1905년 6월 6일), 1906년 모로코에서 열린 알헤시라스 국제 회의에서 독일의 고립만을 보게 된다. 이 회의에서 모로코의 독립이 보장되었으나, 이는 프랑스 재정의 이해관계가 낳은 결과였다.
1905년, 러시아가 일본에 패배하자 영국과 러시아의 사이는 가까워졌다. 이 시기부터 영국은 러시아의 확장보다 독일의 전쟁 함대 개발을 더 염려하기 시작했다. 항상 자국의 근대화를 걱정한 러시아는 프랑스와 비교해서 자율성이 더 큰 런던 금융 중심가의 가용 자본에 관심을 갖기 시작하였는데, 이때부터 영국은 러시아의 주요 투자국이 되었다.
1907년, 영국과 러시아는 아시아에서 양국간 분쟁을 끝내기로 하였으며, 1912년 프랑스는 모로코를 자국의 보호령으로 선포했다. 세 국가 사이에서 삼국 협상(Triple-Entente)이 전개되었다.
허나 발칸에서 위기가 일어났다. 오스트리아-헝가리가 보스니아-헤르체고비나를 합병한 것으로, 이후 러시아 제국(프랑스의 동맹국)과 오스트리아(독일의 동맹국)가 대립하게 된 발칸 전쟁이 그 뒤를 이었다.

## 제1차 세계대전부터 제3공화국의 붕괴까지 (1914년-1940년)

### 제1차 세계대전 (1914년-1918년)
제3공화정 8대 대통령인 레몽 푸앵카레 대통령이 재임 중이었던 1914년 8월, 독일 제국이 프랑스에게 선전 포고를 하면서 제1차 세계대전이 일어난다. 독일제국은 전쟁초기에 단숨에 프랑스를 정복할거라 확신했었지만, 프랑스는 과거 보불전쟁(1870년~1871년)에서의 굴욕적 패배에 대한 복수심이 강하게 불타올랐기에 저항이 강했다.
따라서 마른 전투에서 독일군을 무찌르면서 전쟁의 양상은 참호전 형식으로 장기전이 되어 프랑스군과 영국군은 1917년까지 독일군과 대치 상황을 두고 지겹게 싸웠고 어느 한 쪽으로 밀리지 않는 양상이 되었다. 1917년 미국이 참전하면서 독일군을 격파하였다. 1919년 베르사유 조약을 체결함으로써 제1차 세계대전을 승리로 끝낸다.

### 위기와 붕괴 (1929년-1940년)
제1차 세계대전 후 프랑스는 패전국인 독일에 대해 베르사유 조약을 통하여 가혹하게 다뤘는데, 이는 프랑스가 전쟁을 두려워했기 때문이었다. 이 베르사유 조약의 가혹함은 뒷날 제2차 세계대전이 터지는 불씨가 되기도 한다.
프랑스는 전쟁을 두려워해서 독일의 히틀러가 오스트리아, 체코슬로바키아 등의 나라를 합병하는 데에도 별다른 조치를 취하지 않았다.
대신 알베르 르브륑 대통령은 독일군의 침략을 대비해 서부 전선에 마지노 방어선을 설치했다. 그러나 제2차 세계대전이 일어나자 독일군은 벨기에를 거쳐 프랑스로 들어와 간단히 프랑스군을 무찌름으로써 마지노 방어선은 써 보지도 못하고 알베르 르브륑 대통령은 결국 수도 파리를 내주었다.
알베르 르브룅 대통령의 뒤를 이어 친독일주의자 필리프 페탱이 대통령이 되어 프랑스 남부에 나치 독일의 꼭두각시 정부인 비시 정부를 세움으로써 붕괴되었다. 붕괴 유지했으나 실제로는 아무 것도 할 수 없었다.
연합군의 공격으로 독일군이 밀리자 1944년 파리가 탈환되고 비시 정부는 붕괴되었고 뱅상 오리오에 의해 제4공화정이 일어섰다.

## 프랑스 제3공화국의 역대 대통령
프랑스의 대통령 목록 참고.
프랑스 제3공화국의 역대 대통령
- 아돌프 티에르(1871-1873)
- 파트리스 드 마크마옹(1873-1879)
- 쥘 그레비(1879-1887)
- 사디 카르노(1887-1894)
- 장 카지미르 페리에(1894-1895)
- 펠릭스 포레(1895-1899)
- 에밀 루베(1899-1906)
- 아르망 팔리에르(1906-1913)
- 레몽 푸앵카레(1913-1920)
- 폴 데샤넬(1920)
- 알렉상드르 밀랑(1920-1924)
- 가스통 두메르그(1924-1931)
- 폴 두메르(1931-1932)
- 알베르 르브륑(1932-1940)

## 추가 문헌

### 1차사료

#### 증언록, 회고록, 수필
- 레옹 블룸, 《정부개혁》La Réforme gouvernementale, 1936.
- 앙드레 타르디외, 《되풀이된 혁명》La Révolution à refaire, 1937.
- 알렉상드르 제바에스, 《제3공화국사 : 1870년부터 1926년》Histoire de la Troisième République : 1870 à 1926, 파리, 조르주-앙크틸 출판사, 1926.

### 참고 문헌

#### 전반적인 서적
- 샤를 세뇨보스, 《제국의 종말과 제3공화국의 성립 1859-1921》Le déclin de l'Empire et l'établissement de la IIIe République 1859-1875, 1921.
- 샤를 세뇨보스, 《제3공화국의 변혁 1875-1914》L'évolution de la IIIe République 1875-1914, 1921.
- 자크 뱅빌, 《제3공화국》La Troisième République, 파리, 아르템 파야르, 1935.
- 샤스트네, 자크 (1952). 《Histoire de la IIIe République》 1. 파리: 아셰트 출판사.
- 샤스트네, 자크 (1954). 《Histoire de la IIIe République》 2. 파리: 아셰트 출판사.
- 샤스트네, 자크 (1955). 《Histoire de la IIIe République》 3. 파리: 아셰트 출판사.
- 샤스트네, 자크 (1957). 《Histoire de la IIIe République》 4. 파리: 아셰트 출판사. , 틀:Lire en ligne
- 샤스트네, 자크 (1960). 《Histoire de la IIIe République》 5. 파리: 아셰트 출판사.
- 샤스트네, 자크 (1962). 《Histoire de la IIIe République》 6. 파리: 아셰트 출판사.
- 샤스트네, 자크 (1963). 《Histoire de la IIIe République》 7. 파리: 아셰트 출판사.
- 조르주 본푸, 에두아르 본푸 공저, 《제3공화국 정치사》Histoire politique de la IIIe République, 파리, PUF, 1955-1964.
- 미셸 비녹, 장피에르 아제마 공저, 《제3공화국》La IIIe République, 1969.
- 르네 레몽, 《1789년부터의 프랑스 정계》La Vie politique en France depuis 1789, 2부, 1971.
- 클로드 니콜레, 《프랑스의 공화파 이념 1789-1924》L'idée républicaine en France 1789-1924, 1982.
- 마이외, 장마리 (1984). 《La vie politique sous la Troisième République, 1870-1940》 (프랑스어). 파리: 쇠유 출판사. ISBN 2-02-006777-3.
- 기 앙토네티, 《현대 정치사회사》Histoire contemporaine politique et sociale, 파리, PUF, 1986.
- 피에르 미겔, 《제3공화국》La Troisième République, 파리, 파야르, 1989.
- 노드, 필립 (1995). 《The Republican Moment》 (영어). Harvard University Press. ISBN 0-674-76271-1. .

틀:Commentaire biblio
- 앙투안 올리브시, 앙드레 누시 공저, 《1848년부터 1914년까지의 프랑스》La France de 1848 à 1914, 파리, 나탕 대학교, 1997, Fac histoire 총서.
- 크리스티앙 델포르트, 《제3공화국. 레몽 푸앵카레부터 폴 레노까지. 1919-1940》La IIIe République, de Raymond Poincaré à Paul Reynaud, 1919-1940, Pygmalion-Gérard Watelet, coll. « Histoire politique de la France », 1998, 425 p. ISBN 2857045581, 978-2857045588.
- 뒤클레르, 뱅상 (2010). 《La République imaginée》 (프랑스어). 파리: Belin. ISBN 978-2-7011-3388-1. .
- 보프레, 니콜라 (2012). 《Les grandes guerres》 (프랑스어). 파리: Belin. ISBN 978-2-7011-3387-4.
- 아제마, 장피에르 (1979). 《Nouvelle histoire de la France contemporaine》 (프랑스어). 파리: Éditions du Seuil. ISBN 2-02-005215-6. .
- 《La France sous la IIIe : la République à l'épreuve》. La Documentation Française. 2014.  ASIN B00FDS8BS2
- 장 Garrigues, La République incarnée. De Léon Gambetta à Emmanuel Macron, Perrin, 2019, 464 p.
- 르베리우, 마들렌 (1975). 《Nouvelle histoire de la France contemporaine》. 파리: Éditions du Seuil. ISBN 978-2-02-000671-2. , 틀:Lire en ligne.

#### 제3공화국 초기
- 다니엘 알레비, La fin des notables, 1930.
- 다니엘 알레비, La République des ducs, 1937.
- J. 구오, Comment la France est devenue républicaine, 1954.
- F. 피사니페리, Le coup d'État manqué du 16 mai 1877, 1965.
- J. 가디유, La pensée et l'action politique des évêques français au début de la IIIe République 1870-1883, 1967.
- 피에르 바랄, Les fondateurs de la IIIe République, 1968.
- 마이외, 장마리 (1973). 《Nouvelle histoire de la France contemporaine》 (프랑스어). 파리: Éditions du Seuil. ISBN 2-02-000670-7. .

#### 코뮌
- 미셸 비녹, 장피에르 아제마 공저, Les Communards, 1964.
- 자크 루즈리, Paris libre 1871, 1971.
- 자크 루즈리, Procès des communards, 2판, 1979.
- 윌리엄 서먼, La Commune de Paris, 1986.
- 자크 루즈리, La Commune, 1988.
- 로제 벨레, Jules Vallès, Paris, Fayard, 1995, 541 p., ISBN 2-213-02964-4

#### 제도
- A. 술리에, L'instabilité ministérielle sous la IIIe République (1871-1938), 1939.
- 자크 올레라프륀, La stabilité des ministres sous la IIIe République, 1962.
- J. 프토, Les grandes étapes du régime républicain français 1792-1969, 1970.
- 뤼델, 오딜 (1986). 《La République absolue》. 파리: Publications de la Sorbonne. ISBN 2-85944-045-3. , 틀:Lire en ligne, 틀:Lire en ligne.
- 마리조엘 르도르, De l'État légal à l'État de droit : l'évolution des conceptions de la doctrine publiciste française (1879-1914), 1992.
- 크리스토프 뱅베르, La tradition républicaine en droit public français, 1995.
- 장자크 슈발리에, Histoire des institutions et des régimes politiques de la France de 1789 à 1958, 틀:9e éd. Dalloz, 2001.
- Francis Hamon, Michel Troper, Droit constitutionnel, LGDJ, dernière édition septembre 2009.
- 프랑수아 슈발리에, Droit constitutionnel, Paris, Éditions Foucher, 2008.

#### 선거 사회학 및 보통선거
- 앙드레 지그프리드, Tableau politique de la France de l'Ouest, 1913.
- 앙드레 지그프리드, Géographie électorale de l'Ardèche sous la IIIe République, 1949.
- 프랑수아 고겔, Géographie des élections françaises sous la IIIe et la 틀:IVe République, 1970.
- 레몽 위아르, Le suffrage universel en France (1848-1946), 1985.
- 알랭 가리구, Histoire sociale du suffrage universel en France (1848-2000), 2002.

#### 정치인 가문, 정당, 정치인
- 비야르, 이브 (2003). 《Le métier de la politique sous la IIIe République》. Presses universitaires de Perpignan. ISBN 2-914518-46-3. .
- 《Histoire du Parti radical》 (프랑스어). 파리: Presses de la Fondation nationale des sciences politiques. 1980. ISBN 2-7246-0437-7. .
- 《Histoire du Parti radical》 (프랑스어). 파리: Presses de la Fondation nationale des sciences politiques. 1982. ISBN 2-7246-0461-X. .
- 로베르 드 주브넬, 《동지들의 공화국》La République des camarades, 1913.
- 알베르 티보데, 《교수 공화국》La République des professeurs, 1927.
- 앙드레 지그프리드, Tableau des partis en France, 1930.
- 알베르 티보데, 《프랑스의 정치이념》Les idées politiques de la France, 1932.
- 다니엘 알레비, La République des comités : essai d'histoire contemporaine (1895-1934), 1934.
- J. Kayser, Les grandes batailles du radicalisme, des origines aux portes du pouvoir (1820-1901), 1962.
- D. 리구, 《프랑스 사회주의사 (1880-1961)》Histoire du socialisme en France (1880-1961), 1962.
- 프랑수아 고겔, La politique des partis sous la IIIe République, 1970, présentation en ligne.
- P. Gaudemet, Les juristes et la vie politique de la IIIe République, 1970.
- J-Th. 노르만, 《급진파의 역사 (1820-1973)》Histoire des radicaux (1820-1973), 1974.
- M. 르베리우, L'Histoire générale du socialisme français (1875-1918), 1974.
- 장 투샤르, 《1900년부터의 프랑스 좌파》La gauche en France depuis 1900, 1977.
- Lefranc, Georges (1963). 《Le Mouvement socialiste sous la Troisième République, 1875-1940》. 파리: Payot. 틀:Commentaire biblio
- Rémond, René (1982). 《Les Droites en France》 (프랑스어). 파리: Aubier Montaigne. ISBN 2-7007-0260-3. , 틀:Lire en ligne, 틀:Lire en ligne, 틀:Lire en ligne.
- J. 에스테브, Les ministres de la République (1871-1914), 1982.
- P. Guiral et G. Thuillier, La vie quotidienne des députés en France de 1871 à 1914, 1982.
- 라울 지라르데, 《프랑스 민족주의》Le nationalisme français, 1983.
- 비녹, 미셸 (2014). 《Nationalisme, antisémitisme et fascisme en France》. Éditions du Seuil. ISBN 978-2-7578-4307-9. , 틀:Lire en ligne.
- 장 가리그, 《불랑제 장군》Le Général Boulanger, Perrin, 1999, 377 p.
- 장 가리그, 《제3공화국 의회 주요 연설》Les Grands discours parlementaires de la Troisième République, 2권, 아르망 콜랭, 2004.
- 장 가리그, 《클레망소에 따른 세계》Le Monde selon Clemenceau, Tallandier, 2014, réédition Texto, 2017, 333 p.
- 비녹, 미셸 (2015). 《Histoire de l'extrême droite en France》 (프랑스어). 파리: Éditions du Seuil. ISBN 978-2-7578-5531-7. .
- 미셸 비녹, 《1789년부터의 우파 : 이념. 인물. 조직》La Droite depuis 1789 : les idées, les hommes, les réseaux, 1995.
- 미셸 비녹, 《프랑스의 좌파》La Gauche en France, 2006.
- 리베, 오귀스트 (1990). “La gauche, la droite”.

#### 사회
- 샤를, 크리스토프 (1991). 《Histoire de la France au 틀:S-》 (프랑스어). 파리: Éditions du Seuil. ISBN 2-02-010327-3. .
- Daumard, Adeline (1987). 《Les Bourgeois et la bourgeoisie en France depuis 1815》 (프랑스어). 파리: Aubier. ISBN 2-7007-2212-4. , 틀:Lire en ligne.
- 뒤로셀, 장바티스트 (1992). 《La France de la « Belle Époque »》 (프랑스어). 파리: Presses de la Fondation nationale des sciences politiques. ISBN 2-7246-0614-0. .
- Martin-Fugier, Anne (2003). 《Les salons de la IIIe République》 (프랑스어). 파리: Perrin. ISBN 2-262-01957-6. .
- 가리그, 장 (1997). 《La République des hommes d'affaires, 1870-1900》 (프랑스어). 파리: Aubier. ISBN 2-7007-2280-9. , 틀:Lire en ligne.
- 클레이망, 로랑스 (1989). 《L'Égalité en marche》. 파리: Presses de la Fondation nationale des sciences politiques / Éditions des Femmes. ISBN 978-2-72100-382-9. .
- Weber, Eugen (1983). 《La Fin des terroirs》. 파리: Fayard. ISBN 2-213-01284-9. , 틀:Lire en ligne, 틀:Lire en ligne.

## 같이 보기
- 제3공화국 시기 프랑스 연보 (1870-1914)
- 제3공화국의 위기
- 1919년부터 1939년까지의 프랑스 좌파사
- 대중전선
- Septennat
- 제3공화국 시기 대선, 프랑스 대통령 목록, 총리
- 제2제국과 제3공화국 시기 언론법
- 미디연맹